# 초트 로즈메리 홀

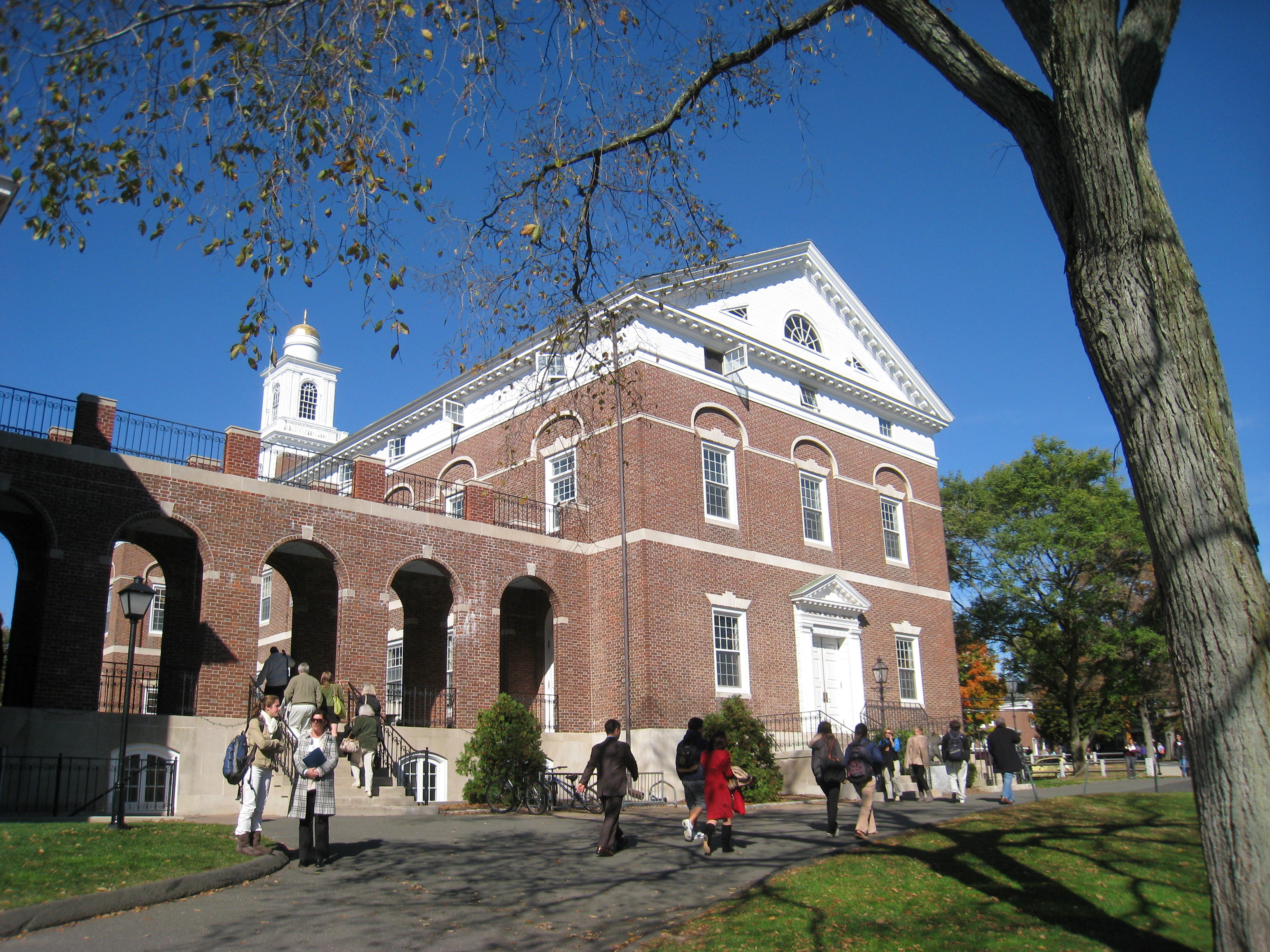

초트 로즈메리 홀(Choate Rosemary Hall)은 미국 코네티컷주의 월링퍼드에 있는 사립 고등학교이다. (미국 학제에서 9~12학년에 해당하는 과정이다) 설립 연도는 1890년이고, 1971년부터 남녀공학을 실시하고 있다. 미국의 거의 모든 주에서, 그리고 세계 33개국으로부터 학생들이 오고 있다. (외국인 학생 수는 30%에 이른다) 입학 허가율은 24% 정도이다.
학교부지 450에이커 (약 180만평방미터)에 있는 119개의 건물을 약 840명의 학생과 약 120명의 교사가 사용하고 있다.
주요 시설로는 I. M. 페이가 설계한 폴 멜론 예술 센터와 아이칸 과학 센터가 있다.

## 동문
대한민국 정치인 홍정욱과 미국 제35대 대통령 존 F. 케네디가 졸업한 학교로 유명하다.